# 카세레스도
카세레스 주(스페인어: Cáceres)는 스페인 서부에 위치한 에스트레마두라 지방의 주로, 주도는 카세레스이다. 카세레스 주는 살라망카 주와 아빌라 주, 톨레도 주, 바다호스 주와 경계를 맞대고 있으며 포르투갈과 국경을 맞대고 있다. 인구는 413,633명(2009년 기준)이며 면적은 19,868km2이다. 카세레스 주의 1/5은 카세레스 주의 주도인 카세레스에 거주한다.